# Emma Aicher
Emma Aicher, född 13 november 2003 i Sundsvall,  är en svensk-tysk alpin skidåkare. Sedan 2020 tävlar hon för det tyska landslaget.
Hon är både svensk och tysk medborgare då hennes far är tysk och hennes mor är svensk.
Hon tog sin första världscupseger i mars 2025.